# Achromadora ruricola
Achromadora ruricola är en rundmaskart som först beskrevs av De Man 1880.  Achromadora ruricola ingår i släktet Achromadora och familjen Cyatholaimidae. Arten är reproducerande i Sverige. Inga underarter finns listade i Catalogue of Life.